# 羅傑·威廉斯 (政治人物)
羅傑·威廉斯（Roger Williams；1949年9月13日—）是美國的一位政治人物。自2013年開始，他是德克薩斯州第二十五國會選區選出的美國眾議院議員。他的黨籍是共和黨。在成為國會議員之前，威廉斯曾經在里克·佩里時期的得克薩斯州政府擔任秘書長。